# Love Hurts (Incubus)
Love Hurts è un singolo del gruppo musicale statunitense Incubus, pubblicato nel 2008 ed estratto dall'album Light Grenades.

## Tracce
1. Love Hurts (Album version)
2. Anna-Molly
3. Drive
4. Love Hurts (Video)

## Formazione
- Brandon Boyd - voce
- Mike Einziger - chitarra
- José Pasillas - batteria
- Ben Kenney - basso
- Chris Kilmore - tastiera